# Liste des présentateurs du Journal de 20 heures de TF1
Pour des articles plus généraux, voir Information Télévisée 1, TF1 Actualités et Journal de 20 heures de TF1.
 (mai 2025).
 (juin 2008).
Si vous disposez d'ouvrages ou d'articles de référence ou si vous connaissez des sites web de qualité traitant du thème abordé ici, merci de compléter l'article en donnant les références utiles à sa vérifiabilité et en les liant à la section « Notes et références ».
Cet article dresse la liste des présentateurs du Journal de 20 heures de TF1 ainsi que des présentateurs des opérations spéciales de la chaîne. 
Cette édition est présentée du lundi au jeudi par Gilles Bouleau depuis le 4 juin 2012 et du vendredi au dimanche par Anne-Claire Coudray depuis le 18 septembre 2015.

## En semaine (lundi au jeudi)
- 6 janvier 1975 au 20 décembre 1980 : Roger Gicquel
- 16 février 1981 à 1982 : Jean Lefevre
- 1982 à février 1983 : Jean-Pierre Berthet ou Jean-Loup Demigneux ou Jean-Claude Narcy (en alternance du lundi au vendredi)
- février 1983 à juillet 1983 : Jean-Claude Narcy et Françoise Kramer ou Jean-Pierre Berthet et Francine Buchi (duos en alternance du lundi au vendredi)
- juillet 1983 à novembre 1983 : Jean-Claude Narcy, Françoise Kramer ou Francine Buchi (en alternance du lundi au vendredi)
- novembre 1983 à février 1984 : Jean Offredo
- février 1984 à juin 1984 : Claude Sérillon et Jean Offredo (en alternance du lundi au vendredi)
- 17 septembre 1984[1] à décembre 1985 : Claude Sérillon et Bruno Masure (en alternance du lundi au dimanche)
- 13 janvier 1986[2] au 31 mai 1987 : Marie-France Cubadda et Bruno Masure (en alternance du lundi au dimanche)
- 31 août 1987 au 10 juillet 2008 : Patrick Poivre d'Arvor
- 25 août 2008 au 31 mai 2012 : Laurence Ferrari
- Depuis le 4 juin 2012 : Gilles Bouleau
  - Jeudi 8 septembre 2022 : Anne-Claire Coudray et Gilles Bouleau[3]
  - Lundi 19 décembre 2022 : Gilles Bouleau et Jacques legros[4]

## Le week-end (vendredi au dimanche)
- 6 janvier 1975 à juillet 1984 : Jean-Claude Bourret
- 15 septembre 1984 à décembre 1985 : Claude Sérillon et Bruno Masure (en alternance du vendredi au dimanche)
- 11 janvier 1986 à mai 1987 : Marie-France Cubadda et Bruno Masure (en alternance du vendredi au dimanche)
- juillet 1987 à juillet 1990 : Bruno Masure
- 1990 à 1991 : Ladislas de Hoyos
- 16 août 1991 au 13 septembre 2015 : Claire Chazal
- Depuis le 18 septembre 2015 : Anne-Claire Coudray
  - Samedi 14 novembre 2015 : Anne-Claire Coudray et Gilles Bouleau[5]

## Remplaçants

### En semaine (lundi au jeudi)
- 6 janvier 1975 à 1977 puis 1987 à 1989 puis 1990 à 1993 (en alternance avec Dominique Bromberger du lundi au jeudi) puis 1994-2002 : Jean-Claude Narcy
- 1977 au 20 décembre 1980 : Dominique Baudis
- Été 1987 : Jean-Pierre Pernaut
- 1990 à 1993 : Dominique Bromberger (en alternance avec Jean-Claude Narcy du lundi au jeudi)
- juillet 2002 à juillet 2006 : Thomas Hugues
- 17 juillet 2006 au 14 avril 2011[6] : Harry Roselmack
- 18 juillet 2011 à mai 2012 : Gilles Bouleau[7]
- juin 2012 au 22 août 2024 : Julien Arnaud
  - 13 et 14 juillet 2016, 12 et 13 juillet 2017 : Audrey Crespo-Mara
- Depuis le 21 octobre 2024 : Jean-Baptiste Boursier[8]

### Le week-end (vendredi au dimanche)
- 1975 à 1986 :
- fin 1983 à mai 1984 : Jean Offredo
- 1987 à 1990 : Bruno Masure
- 1991 à 1994 : Jean-Claude Narcy
- 1995 à 1997 : Béatrice Schönberg
- été 1998 : Catherine Nayl
- 1998 à 2002 : Thomas Hugues
- 2002 à 2006 : Laurence Ferrari
- été 2006, juillet 2008 à juin 2012, décembre 2021: Julien Arnaud
- 2006 à 2008 : Anne-Sophie Lapix
- juillet 2012 à juin 2015 : Anne-Claire Coudray
- Depuis le 17 juillet 2015 : Audrey Crespo-Mara
- 18 juillet 2025 : Jean-Baptiste Boursier (en remplaçant d'Audrey Crespo-Mara)
- 19 et 20 juillet 2025 : Amélie Carrouër (en remplaçant d'Audrey Crespo-Mara)

## Opérations spéciales
- 1975 à 1987 : Yves Mourousi
- 1987 à 2003 : Jean-Claude Narcy[9] et Patrick Poivre d'Arvor.
- 2003 à 2008 : Jean-Claude Narcy, Claire Chazal et Patrick Poivre d'Arvor.
- 2008 à 2011 : Jean-Claude Narcy, Claire Chazal et Laurence Ferrari.
- 2011 à 2013 : Gilles Bouleau et Claire Chazal.
- 2013 à 2019 : Gilles Bouleau et Anne-Claire Coudray
- 2019 à 2021 : Anne-Claire Coudray, Gilles Bouleau et Jean-Pierre Pernaut.
- Depuis 2021 : Anne-Claire Coudray, Marie-Sophie Lacarrau et Gilles Bouleau[10]